# Queyrac
 Queyrac  es una población y comuna francesa, situada en la región de Aquitania, departamento de Gironda, en el distrito de Lesparre-Médoc y cantón de Lesparre-Médoc.

## Demografía
| 1109 | 1099 | 1030 | 1127 | 1129 | 1164 |
| Para los censos de 1962 a 1999 la población legal corresponde a la población sin duplicidades (Fuente: INSEE [Consultar]) |      |      |      |      |      |